# Makalamabedi
Makalamabedi är en ort (village) på gränsen mellan distriktet Central och North-West i  Botswana. 